# Aïn Adden
Aïn Adden è un comune dell'Algeria, situato nella provincia di Sidi Bel Abbes.